# Zaboršt (Kostanjevica na Krki)
Zaboršt (Duits: Forst in der Krain) is een plaats in Slovenië en maakt deel uit van de gemeente Kostanjevica na Krki in de NUTS-3-regio Spodnjeposavska. De plaats telde 17 inwoners op 1 januari 2020.

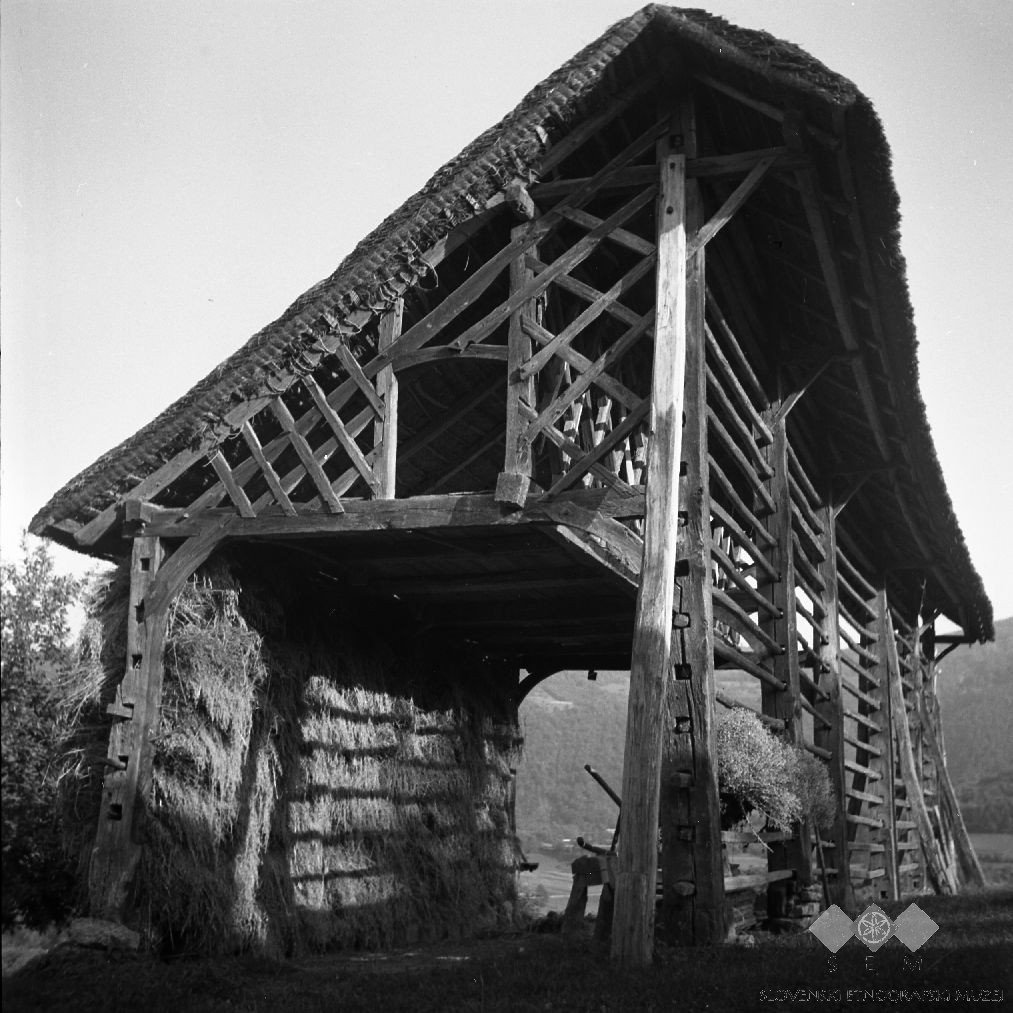
Oude droogrek voor hooi